# Philonotis perpusilla
Philonotis perpusilla là một loài rêu trong họ Bartramiaceae. Loài này được Cardot mô tả khoa học đầu tiên năm 1915.